# Чарлі Сеньйор
Чарлі Сеньйор (англ. Charlie Senior; 20 листопада 2001) — австралійський боксер, призер Олімпійських ігор.

## Аматорська кар'єра
2022 року брав участь в Іграх Співдружності. На чемпіонаті світу 2023 програв в другому бою Абдумаліку Халокову (Узбекистан). Того ж року став чемпіоном Тихоокеанських ігор.
На Олімпійських іграх 2020 завоював бронзову медаль.
- В 1/8 фіналу переміг Васіле Устурой (Бельгія) — 4-1
- У чвертьфіналі переміг Карло Паалама (Філіппіни) — 3-2
- У півфіналі програв Абдумаліку Халокову (Узбекистан) — 0-5